# Schrammerstraße
Die Schrammerstraße in München liegt in der Altstadt (Graggenau) und verbindet die Residenzstraße/Dienerstraße – vom Hofgraben kommend – mit der Theatinerstraße/Maffeistraße.

## Geschichte
Der Straßenname soll von einem Bader, namens Schrammer seit 1383 herrühren, der hier eine Badestube besaß.

## Lage
Die Schrammerstraße verbindet die Residenzstraße/Dienerstraße mit der Theatinerstraße. Sie setzt sich mit dem Hofgraben und der Pfisterstraße nach Osten fort. Nach Westen folgt nach Überquerung der Theatinerstraße die Maffeistraße. Die Schrammerstraße ist eine Sackgasse für den Individualverkehr, stellt aber speziell für Radfahrer die einzig zulässige Ost-West-Verbindung in der Altstadt dar, um vom Max-Joseph-Platz und der Maximilianstraße über den Hofgraben oder die Residenzstraße, die Schrammerstraße und die Maffeistraße zum Promenadeplatz zu gelangen. In der Schrammerstr. 3 ist das Erzbischöfliches Ordinariat, München und der Verein für Christliche Kunst beheimatet. Die Schrammerstraße ist die nördliche Begrenzung des Marienhofs, einer Großbaustelle wegen des Baus der Zweiten Stammstrecke, die bis mindestens 2037 bestehen wird.

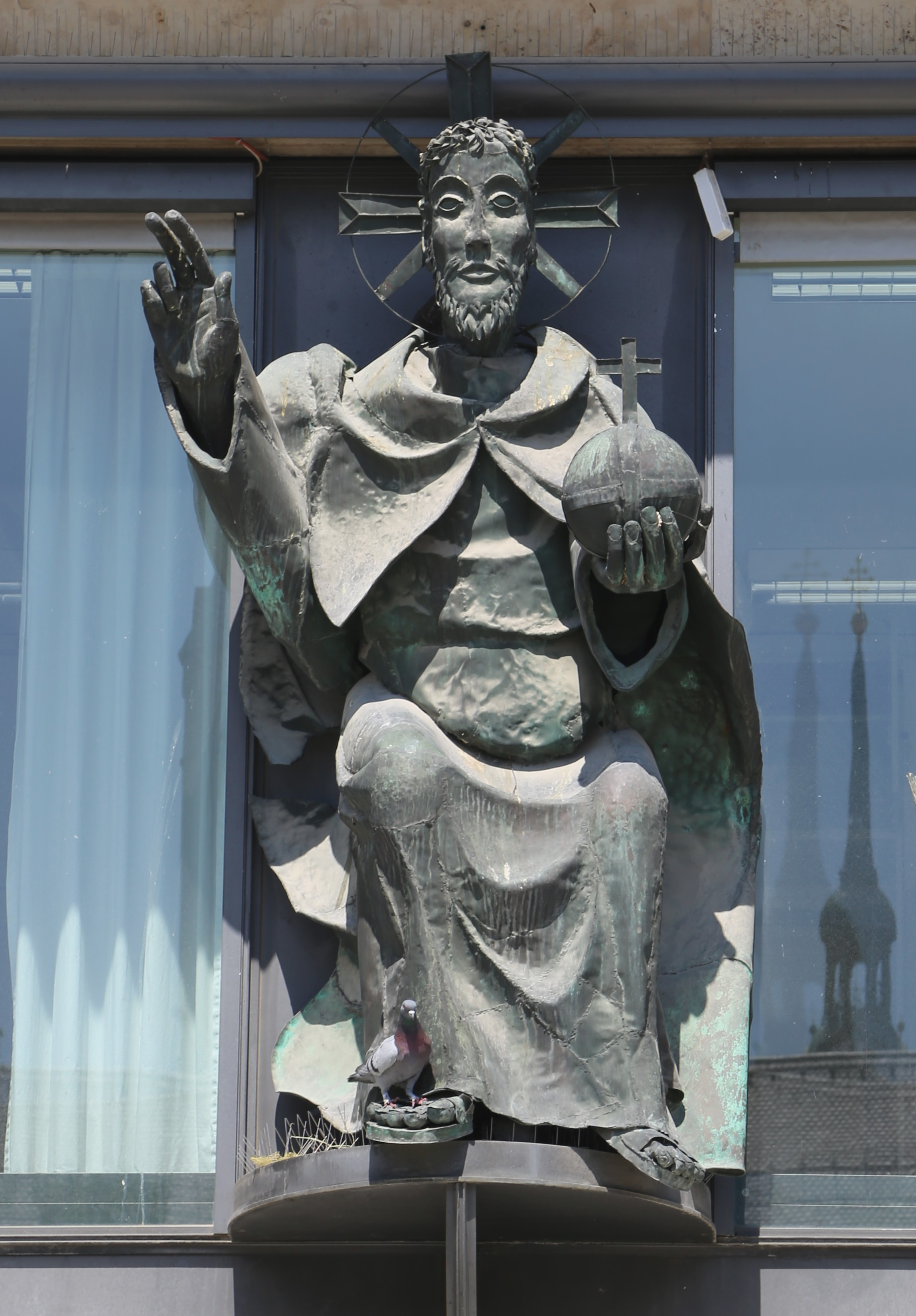
Skulptur Christus als Weltenrichter, Schrammerstr. 3
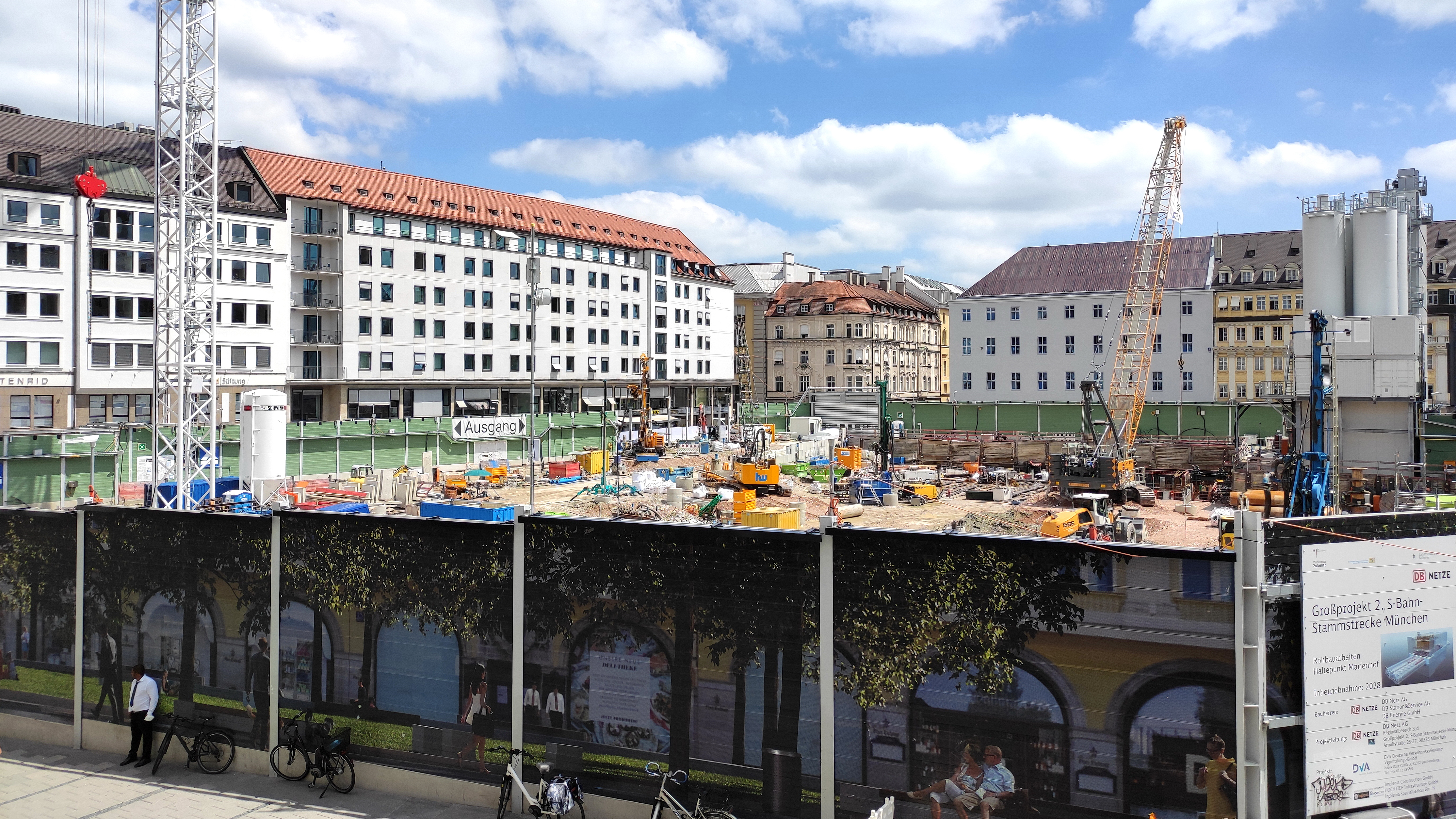
Schrammerstraße mit Großbaustelle Marienhof, Juni 2021
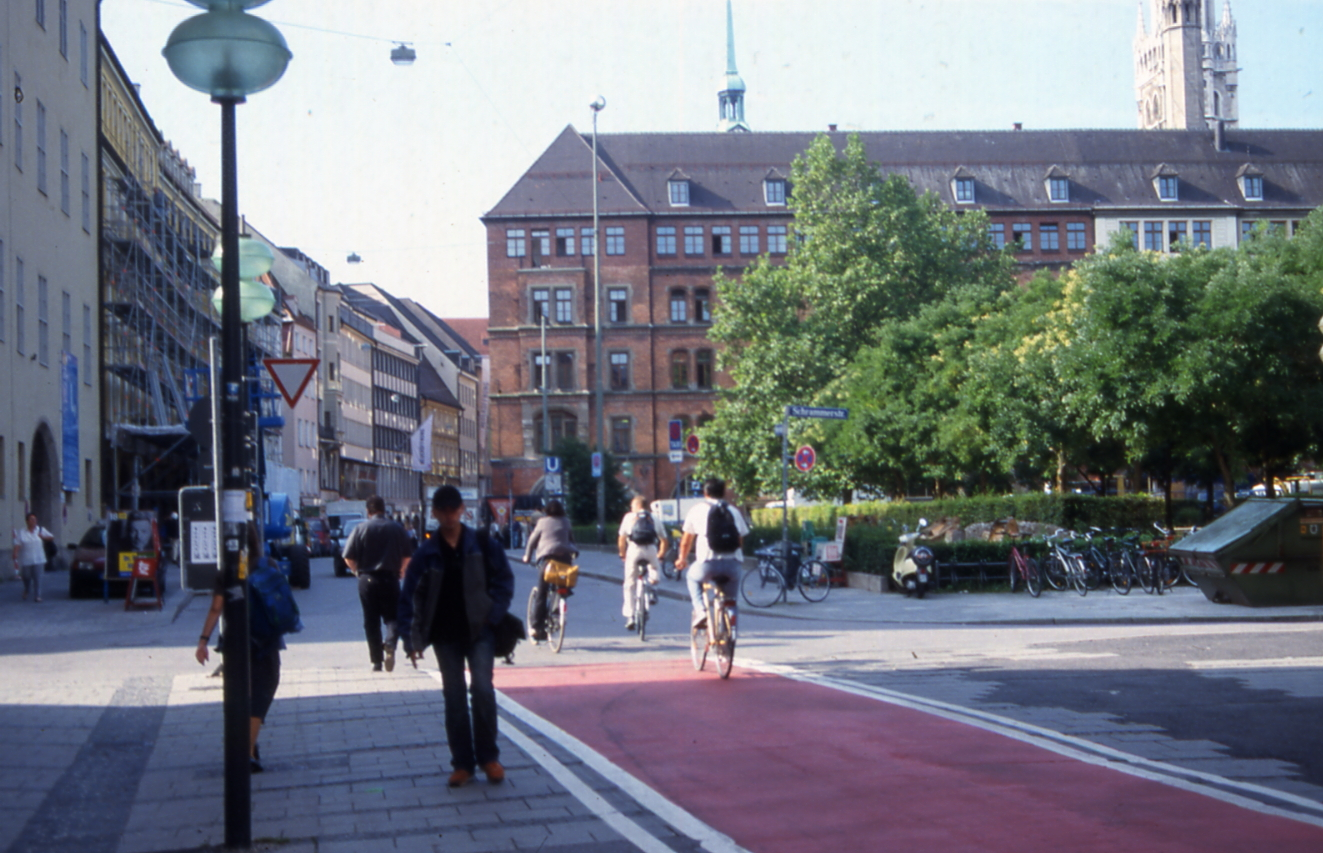
Residenzstraße mit Fahrradweg; nach rechts zweigt die Schrammerstraße ab